# La Bovera
|  | Per a altres significats, vegeu «Bovera (desambiguació)». |

La Bovera, o les Boveres, és una entitat de població del municipi de Puigpelat, a la comarca de l'Alt Camp. La urbanització o disseminat se situa a menys d'un quilòmetre de Valls, al nord-oest del terme municipal. Un branc de la carretera TV-2034, entre Valls i Vilabella, és la seva principal via de comunicació.